# Live in Ukraine
Live in Ukraine è un album dal vivo del gruppo musicale inglese Queen + Paul Rodgers e pubblicato il 15 giugno 2009 in DVD e doppio CD. 

## Il disco
Il concerto è stato registrato il 12 settembre 2008 presso la Freedom Square a Charkiv, in Ucraina durante il Rock the Cosmos Tour; il concerto si tenne davanti ad un pubblico di oltre 300.000 persone. Live in Ukraine è il secondo ed ultimo album dal vivo dei Queen + Paul Rodgers (terzo, complessivamente se si considera l'album The Cosmos Rocks) ed è stato pubblicato pochi mesi dopo lo scioglimento del supergruppo, scioltosi nel febbraio 2009. Inoltre rappresenta l'album che chiude definitivamente il progetto Queen + Paul Rodgers.
Il 19 marzo 2022, in seguito all'Invasione russa dell'Ucraina del 2022, l'album è stato caricato in anteprima su tutti i social network e sul canale ufficiale YouTube dei Queen, al fine di raccogliere fondi di soccorso per i rifugiati ucraini, a causa dell'invasione del paese da parte della Russia. Sono stati raccolti più di 5 milioni di dollari.

## Tracce
CD 1
1. "One Vision" (Queen) - 4:03
2. "Tie Your Mother Down" (May) - 2:29
3. "The Show Must Go On" (Queen) - 4:37
4. "Fat Bottomed Girls" (May) - 5:00
5. "Another One Bites the Dust" (Deacon) - 3:35
6. "Hammer to Fall" (May) - 3:42
7. "I Want It All" (Queen) - 4:10
8. "I Want to Break Free" (Deacon) - 3:55
9. "Seagull" (Rodgers, Ralphs) - 4:50
10. "Love of My Life" (Mercury) - 5:45
  - Lead vocals by May.
11. "'39" (May) - 4:37
  - Lead vocals by May.
12. "Drum Solo" (Taylor) - 5:00
13. "I'm in Love with My Car" (Taylor) - 3:42
  - Lead vocals by Taylor.
14. "Say It's Not True" (Taylor) - 4:31
  - Lead vocals by Taylor, May and Rodgers.

CD 2
1. "Shooting Star" (Rodgers) - 6:21
2. "Bad Company" (Rodgers) - 5:36
3. "Guitar Solo" (May) - 3:58
4. "Bijou" (Queen) - 2:07
  - Lead vocals by Mercury (via tape)
5. "Last Horizon" (May) - 4:32
6. "Crazy Little Thing Called Love" (Mercury) - 4:04
7. "C-lebrity" (Taylor) - 3:52
8. "Feel Like Makin' Love" (Rodgers/Ralphs) - 6:45
9. "Bohemian Rhapsody" (Mercury) - 5:53
  - Pre-recorded vocals by Mercury, with lead vocals by Rodgers.
10. "Cosmos Rockin'" (Taylor) - 4:28
11. "All Right Now" (Rodgers/Fraser) - 5:31
12. "We Will Rock You" (May) - 2:19
13. "We Are the Champions" (Mercury) - 2:59
14. "God Save the Queen" (Traditional, arr. May) - 2:05

Tracce bonus nell'edizione digitale
1. "A Kind of Magic" (Taylor) - 5:43 - solo su Amazon
2. "Radio Ga Ga" (Taylor) - 6:15 - solo su iTunes
3. "Wishing Well" (Paul Rodgers)

## Formazione
- Paul Rodgers - voce, chitarra ritmica, pianoforte
- Brian May - chitarra solista, voce
- Jamie Moses - chitarra ritmica, cori
- Spike Edney - tastiere, cori
- Danny Miranda - basso, cori
- Roger Taylor - batteria, percussioni, voce